# Akio Toyoda
Akio Toyoda (豊 田 章 男?, Toyoda Akio; Nagoya, 3 maggio 1956) è un imprenditore e dirigente d'azienda giapponese, pronipote dell'industriale giapponese Sakichi Toyoda e il nipote del fondatore della Toyota Motors Kiichirō Toyoda, dal 2009 è presidente della Toyota Motor Corporation.

## Biografia
Nel 2000 Toyoda è entrato a far parte del consiglio di amministrazione di Toyota. Nel 2005 è stato promosso alla posizione di vice presidente esecutivo. Il 23 giugno 2009 è stato confermato come nuovo presidente della Toyota al posto del precedente presidente e CEO Katsuaki Watanabe.
Molto appassionato di corse automobilistiche, Toyoda ha promosso personalmente impiego di modelli sportivi come le Lexus IS-F e Lexus LF-A nelle gare automobilistiche. Ha partecipato come pilota ad eventi come la 24 Ore del Nürburgring del 2009 utilizzando lo pseudonimo di Morizo Kinoshita.
Nel 2012 è stato nominato Man of the Year dalla rivista Autocar.